# تپه علی اکبری
تپه علی اکبری مربوط به هزاره اول قبل از میلاد است و در شهرستان بروجرد، بخش درود، روستای افراونده واقع شده و این اثر در تاریخ ۱۲ بهمن ۱۳۸۱ با شمارهٔ ثبت ۷۱۲۸ به‌عنوان یکی از آثار ملی ایران به ثبت رسیده است.